# フリー・デザイン
フリーデザイン（The Free Design）はニューヨーク州デレバン出身のヴォーカル・グループで、その音楽はサンシャイン・ポップやバロック・ポップ、ソフトロックだと言える。彼らは主なレコーディングのキャリアの中で商業的な成功を得ることは出来なかったが、彼らの作品は後にステレオラブ、小山田圭吾、ピチカート・ファイブ、ベック、ハイ・ラマズなどのバンドに影響を与えた。

## 初期のキャリア
メンバーはすべてデドリック兄妹で、長男クリス・デドリック (1947年9月12日– 2010 年8月6日)、妹のサンディと弟のブルースが最初のラインナップで、クリス・デドリックがほとんどの曲を書いた。妹のエレンが後にグループに参加し、末っ子のステファニー (1952–1999) が初期の活動の終わり近くに参加した。彼らの父親、アートは、トロンボーン奏者であり、編曲家だった。彼らの叔父であるラスティ・デドリックは、クロード・ソーンヒルやレッド・ノーボのジャズ・トランペッターだった。彼らはニューヨーク市に住んでいる間にバンドを結成した。クリスは、このグループはピーター、ポール、マリーやベンジャミン・ブリテンの対位法の実験に加えて、ハイロス (当時グリニッジ・ヴィレッジで頻繁に演奏していた) などのヴォーカル グループの影響を受けたと語っている。彼らのトレードマークのサウンドには、クリスによるクラシックのトレーニングにより、複雑なハーモニー、ジャズのようなコード進行、オフビートが含まれていた。
バンドは1967年から1972年にかけて7枚のアルバムをリリースし、最初の6枚はエノック・ライトの Project 3レーベルからリリースされ、最後の1枚のThere is a SongはAmbrotypeレーベルからリリースされた。ほとんどの場合、彼らはアルバムにスタジオミュージシャンを伴っていた。
ブルース・デドリックは、ミッキー・ニコトラが作曲した「ザ・サーモン」の1969年のシングル「You're Never Gonna Find Another Love」をプロデュースした 。プロデュースに加えて、バックグラウンド・ボーカルはデドリック・ファミリーのメンバーによって提供された。  

## 解散後
1972年にバンドが解散した後、クリス・デドリックは2000年までリリースされなかったソロアルバム『Be Free』をレコーディングした。彼はカナダのトロントに移り、そこで音楽プロデューサー、アレンジャー、クラシックおよびサウンドトラックの作曲家になった。彼は監督のガイ・マディンとドン・マッケラーと協力し、マディンの映画作品『世界で一番悲しい音楽』（2004年）の音楽でジニー賞を受賞した。また、レイ・ブラッドベリ・シアターのテレビシリーズの音楽も担当した。 1997年、デドリックは、カナダのテレビ・シリーズ『アボンリーへの道』での作品でジェミニ賞を受賞した。クリスは合計16回ジェミニ賞にノミネートされ、合計4回、『ミリオンダラー・ベイビーズ』『スケルトン・コーストの難破船』『グレート・カナディアン・ポーラー ベア・アドベンチャー』で受賞した。彼は、 『Tripping the Wire』でSOCAN賞を受賞し、 『スケルトン・ゴーストの難破船』でHot Docs賞も受賞した。
クリス、サンディ、エレンは、1976 年に「ケネス・G・ミルズ博士」が率いるクラシック・ボーカル・アンサンブル、スタースケープ・シンガーズの中心メンバーになった。クリス・デドリックは、グループの主要な作曲家も務めた。このグループは、1980 年代から1990年代にかけて広範囲に演奏およびツアーを行った。  

## 再評価と再結成
彼らのキャリアの中で、「フリー・デザイン」は商業的な成功を収めなかった。 1972年に解散した後、彼らは無名のままだったが、1980年台半ばから1990年代半ばにかけて、日本での「ソフトロックブーム」の発生、「渋谷系」の勃興から人気が一般的に復活したことの一環として、フリー・デザインへの関心が高まり始めた。 1994年、日本のミュージシャンである小山田圭吾は、彼が主催するトラットリア・レーベルからフリー・デザインのアルバムを世界初CD化及び再発売した。 1998年、スペインのシエスタ・レーベルは、4枚のコンピレーション・アルバムをリリースした。ラウンジにインスパイアされた音楽が「フリー・デザイン」の影響だと明確に示した「ステレオラブ」は、1999年のシングルを「ザ・フリー・デザイン」と名付けた（曲自体はバンドと直接の関係はなかったが）.
おそらくこの新たな関心に触発されて、バンドは2000年に再編成され、30年近くのブランクの後、ビーチ ボーイズのトリビュート アルバムCaroline Now! に収録されている曲「エンドレス ハーモニー」をレコーディングした。この経験により、2001年の新しいフルアルバム、 『コズミック・ピーカブー』を録音することを確信した。これには、以前はクリスの音楽アシスタントを数年間務めていたレベッカ・ペレットに加えて、元のラインナップ（クリス、サンディ、ブルース）が含まれていた。
2001年、 チェリー・レッド・レコードというレーベルがBest of Free Designのコンピレーションをリリースした。 Free Designの曲「I Found Love」は、2002年の米国TVドラマ「ギルモア・ガールズ」のサウンドトラックに収録された。 2002年から2005年にかけて、オリジナル アルバムは「Light in the Attic」レーベルによって米国で再発行された。 2005年、このレーベルはThe Now Sound Redesignedをリリースした。これは、 ステレオラブ、 スーパー・ファーリー・アニマルズ 、 ピーナッツ・バター・ウルフなどのミュージシャンによるフリー・デザインのリミックスのアルバムである。
ステファニー・デドリックは、1999年4月5日に筋萎縮性側索硬化症の影響で亡くなった。 クリス・デドリックは 2010年8月6日に癌で62歳で亡くなった。 妻のモイラが公式サイトに投稿したメッセージによると、デドリックは「持ち直した1週間後、急速に衰退した」との事。

## 楽曲使用
曲「Love You」は、映画「主人公は僕だった」(2006) のクレジットで取り上げられた。この曲は、ポール・フランク・インダストリーズによるアニメーション・ウェブ・シリー・ジュリアス・アンド・フレンズの2007年のエピソード「アイ ラブ・ユー」のベースにもなっている。 
「Love You」は、オーストラリアのPeters Drumstickアイスクリームのテレビ・コマーシャル (2007 年)、 ノルウェーのFreia Smilチョコレート (2008 年)、 ギリシャのモバイル・ネットワーク・オペレーターCosmote (2009 年)、国際的なトヨタ(2009 年) のテレビ コマーシャルで取り上げられた。 その他は  DC Shoes (2010),  Delta Air Lines (2015), Zillow (2022) など。
「I Found Love」という曲は、 Our Little Corner of the World: Music from Gilmore Girlsで見つける事が出来る。
「カイツ・アー・ファン」という曲は、2010 年にアイルランドのコメディー テレビ番組「ユア・バッド・セルフ」のテーマ・ミュージックとして使用された。
「カイツ・アー・ファン」は、2020年4月と5月にTikTokでマイナーな牽引力に達し、そのサウンドはシンガー ラッパーのDoja・Catによっても使用された。この曲はまた、ザ・フリー・デザインによる最高のチャートであり唯一のチャート入り曲であり、1968年にビルボードのバブリング・アンダー・ホット100で最高114 位を記録した。
曲「I Found Love」は、2021 年の映画「人狼ゲーム 夜になったら、最後」のエンド・クレジットで再生される。

## カバーバージョン
1997年、Tomorrow's Worldというバンドが「カイツ・アー・ファン」をカヴァーした。 「Bubbles」は、2000 年のパワーパフガールズのサウンドトラックでドレッシー ベッシーによってカバーされ、1990 年代後半に LA のパワーポップ バンドワンダーミンツによってライブ演奏された。
彼らの曲「Kites Are Fun」、「I Found Love」、「2002 - A Hit Song」のカバー バージョンはすべて、子供向け番組Yo Gabba Gabba!に出演した。 "Kites Are Fun" は「The Parallelograms」によってカバーされ、2007年のエピソード"Happy"に出演した。 「I Found Love」はTrembling Blue Starsによってカバーされ、2008年のエピソード「Love」で取り上げられた。 「2002 - A Hit Song」は、2009年のエピソード「Band」に採用され、ショーのキャストによって演奏された。

## ディスコグラフィー
- カイツ・アー・ファン (1967)
- ユー・クッド・ビー・ボーン・アゲイン (1968)
- ヘブン・アース(1969)
- スターズ・タイム・バブルズ・ラヴ (1970)
- 子供たちの詩 (1970)
- ワン・バイ・ワン (1971)
- ゼア・イズ・ア・ソング (1972)
- コズミック・ピーカブー (2001)
- ナウ・サウンド・リデザインド (2005、トリビュート盤)